# Joachim-Dieter Bloch
Joachim-Dieter Bloch (* 1. August 1906 in Berlin; † 25. April 1945 in Kleinmachnow) war ein deutscher Jurist, der nach 1933, obwohl als „Vierteljude“ geltend, als Referent am Kaiser-Wilhelm-Institut für ausländisches öffentliches Recht und Völkerrecht gehalten wurde, dem Widerstand gegen Hitler nahestand und in den letzten Kriegstagen 1945 von einem Angehörigen der Roten Armee erschossen wurde.

## Leben
Bloch wurde als Sohn des im Ersten Weltkrieg gefallenen Verlagsbuchhändlers Walther Bloch und der Else geb. Wunschmann geboren. Er absolvierte das humanistische Gymnasium in Berlin-Zehlendorf und studierte seit 1924, zum Teil als Werkstudent, in Breslau, München und Göttingen die Rechte. 1927 bestand er das erste, 1931 das zweite juristische Staatsexamen mit dem Prädikat „gut“. Im selben Jahr wurde er mit einer Arbeit über die Tariffähigkeit "summa cum laude" zum Dr. jur. promoviert. Nach 1918 hatte ihn die Mutter in die (europäische) Welt hinausgeschickt:
1919 war er als „Kriegskind“ in der Schweiz, 1920/21 in Finnland, wo er die skandinavischen Sprachen erlernte, und 1924 mit dem Verein für das Deutschtum im Ausland in Rumänien und Ungarn gewesen. 1930 unternahm er als Stipendiat des Reichsjustizministeriums eine mehrmonatige Studienreise nach Schweden, Norwegen und Dänemark sowie 1934 nach Frankreich. Diesem Umstand, dass er „schon als Schüler und junger Student Gelegenheit hatte, fremde Völker und ihre Einrichtungen kennen zu lernen“, schrieb er es zu, dass er sich als Jurist vor allem einem Themenschwerpunkt verbunden fühlte: dem internationalen Recht. Nach seinem Doktorexamen trat er im November 1927 in das Institut für ausländisches öffentliches Recht und Völkerrecht (IaöRV) und einige Zeit später auch in das Institut für ausländisches und internationales Privatrecht (IaiP) der Kaiser-Wilhelm-Gesellschaft in Berlin als wissenschaftlicher Mitarbeiter ein.
Nach der nationalsozialistischen Rassegesetzgebung galt Bloch als "Vierteljude", wurde nach 1933 durch Protektion seiner Vorgesetzten jedoch am Institut gehalten. Bloch gehörte der Bekennenden Kirche an und schloss sich mit gleichaltrigen Kollegen, Hermann Mosler, Ellinor von Puttkamer, Berthold Schenk Graf von Stauffenberg, Ludwig Raiser und Helmuth James Graf von Moltke zusammen, die wie er dem NS-Regime ablehnend gegenüberstanden. Bei seinen beruflichen Reisen nach Schweden fungierte er als Kurier des Kreisauer Kreises. „In den Jahren der Entfesselung der schlimmsten Kräfte brutaler Unmenschlichkeit“, schrieb ein Institutskollege, „haben Blochs Freunde Grund gehabt, um ihn zu bangen. Es ist wahrlich tragisch, dass seinem Leben ein gewaltsames Ende bereitet wurde in dem Augenblick, wo es schien, dass diese Ängste um ihn verschwinden sollten.“ Am 18. April 1945 hatte Bloch mit seiner vierköpfigen Familie die Kampfzone bereits verlassen, als er den Zug ins umkämpfte Berlin bestieg, um die kommissarische Leitung des Instituts zu übernehmen und sich um seine gehbehinderte Mutter, die in Kleinmachnow zurückgeblieben war, zu kümmern. Der Institutsleiter Carl Bilfinger hatte sich abgesetzt, und Bloch war ausersehen, „das Institut an Ort und Stelle in die neue Zeit hinüberzuleiten“. Eine Woche später, am 25. April, wurde er, ein Zivilist, im Machnower Forst im Beisein seiner Mutter von einem Rotarmisten erschossen. Am 29. Mai 1945 wurde er auf dem Klein-Machnower Waldfriedhof beigesetzt. Die letzten Worte sprach seitens des Instituts Günther Weiss: „Es wird von uns immer als tragisches Schicksal empfunden werden, dass er, in dessen Hände die Geschicke des Instituts gelegt waren, noch in letzter Minute nach Berlin zurückgekehrt ist, um hier in der Erfüllung beruflicher und menschlicher Pflichten den Tod zu finden. Wir alle, die wir in menschlicher und beruflicher Hinsicht auf ihn gebaut haben, sehen mit seinem Hinscheiden große Hoffnungen begraben.“
Carl Bilfinger, NSDAP-Mitglied der frühen Stunde, betonte 1946 gegenüber Blochs Witwe, „dass Ihr verstorbener Mann, ohne Rücksicht auf die Möglichkeit rassenpolitischer Beanstandung von außen her, in das Institut aufgenommen und dort ohne Vorurteil behandelt und entsprechend seinen, ich wiederhole, ausgezeichneten Leistungen und Fähigkeiten geachtet worden ist. Ich selber habe ihn von Anfang an und menschlich, neben Mosler, ganz besonders hoch geschätzt. Der Geist des Instituts war ja auch, ich glaube sagen zu dürfen, tolerant und objektiv, Dienst am Recht, im Sinne unseres, wie wir sagen, rechtsstaatlichen Denkens; es ist ja auch kein völliger Zufall, dass das dem Range nach nächste Mitglied, B. Stauffenberg, und ein, wenn man so will, Mitarbeiter am Institut, Graf von Moltke, wegen des 20. Juli, den Tod durch den Strang erlitten haben.“
Sein Grab befindet sich auf dem Waldfriedhof Kleinmachnow.

## Familie
Seit 1933 war Bloch mit Rosemarie Südekum (1906–2002) verheiratet, der Tochter des ehemaligen preußischen Finanzministers Albert Südekum, die aufgrund ihrer mütterlichen Abstammung ihrerseits nach 1933 als "Halbjüdin" galt. Er war der Neffe des Historikers Hermann Reincke-Bloch und der Kindergartenleiterin Marie Bloch. Der Onkel Wilhelm Bloch starb im niederländischen Exil. Dessen Sohn Horst Bloch und seine Enkel wurden in Auschwitz ermordet. Adalbert Bloch, ein weiterer Onkel, überlebte den Holocaust. Joachim-Dieter Blochs Tanten Betty, Marie und Cläre wurden in Theresienstadt und Auschwitz ermordet.